# قانون تابعیت اتریش
قانون تابعیت اتریش (انگلیسی: Austrian nationality law) شرایطی را که طبق آن یک فرد دارای تابعیت اتریش است، مشخص می‌کند. قانون اصلی تعیین‌کننده الزامات تابعیت، قانون تابعیت است که در روز ۳۱ ژوئن ۱۹۸۵ اجرایی شد.
کشور اتریش عضو کشورهای اتحادیه اروپا است و تمام افرادی که دارای تابعیت اتریش هستند، شهروند اتحادیه اروپا محسوب می‌شوند. این افراد اجازه زیستن و کار به صورت خودکار و دائم در هر کشور عضو اتحادیه اروپا یا منطقه اقتصادی اروپا را به‌دست می‌آورند و می‌توانند در رأی‌گیری انتخابات پارلمان اروپا شرکت کنند.